# Kurt Billig
Kurt Billig (* 31. März 1899 in Chemnitz; † 25. November 1987) war ein deutscher Chemiker und Hochschullehrer.

## Leben
Nach dem Schulbesuch studierte Billig und promovierte zum Dr.-Ing. Von 1925 bis 1945 war er Chemiker an den Farbwerken in Hoechst und danach an der Chemie GmbH in Chemnitz. 1947 wechselte er zur Biohum-Chemie GmbH in Chemnitz und wurde Gruppenleiter am Institut für Chemie und Technologie der Plaste an der Deutschen Akademie der Wissenschaften in Leipzig. 1960 erfolgte seine Ernennung zum Leiter der Abteilung Makromolekulare Chemie am Institut für Chemie an der Technischen Hochschule Karl-Marx-Stadt. Bis 1964 und dem Wechsel in den Ruhestand war er dort Wahrnehmungsprofessor für Makromolekulare Chemie.
Sein Forschungsschwerpunkt war die Technische Chemie und deren Geschichte.

## Schriften (Auswahl)
- Die Assoziation im gasförmigen und flüssigen Zustand beim Siedepunkt. In: Berichte der deutschen chemischen Gesellschaft, 68 (1935), Heft April, S. 591–597.
- Die Berechnung der Siedepunkte. In: Berichte der deutschen chemischen Gesellschaft, 70 (1937), Heft Januar, S. 157–162.
- Die molekulare Anziehung der Flüssigkeiten beim Siedepunkt. In: Berichte der deutschen chemischen Gesellschaft, 76 (1943), Heft März, S. 300–304.